# 埃莱娜·贝洛
埃莱娜·贝洛（義大利語：Elena Bellò，1997年1月18日—）生于斯基奥，是一名意大利女子田径运动员，主攻中距离赛跑，曾在特伦托大学修读法学专业。她最初练习艺术体操，10岁时她的父亲一度尝试让她练习田径，但她因当时对田径不感兴趣而继续练体操，直到13岁时她才放弃体操正式改练田径。2013年，她在全国锦标赛青年组比赛中取得400公尺和800公尺冠军，这是她首次获得全国青年组比赛冠军。